# Jereem Richards
Jereem Richards (Point Fortin, 13 de enero de 1994) es un deportista trinitense que compite en atletismo, especialista en las carreras de velocidad.
Ganó dos medallas en el Campeonato Mundial de Atletismo de 2017 y dos medallas en el Campeonato Mundial de Atletismo en Pista Cubierta, en los años 2012 y 2022.
Participó en los Juegos Olímpicos de Tokio 2020, ocupando el octavo lugar en las pruebas de 200 m y 4 × 400 m.

## Palmarés internacional
| Campeonato Mundial                   | Campeonato Mundial    | Campeonato Mundial | Campeonato Mundial |
| Año                                  | Lugar                 | Medalla            | Prueba             |
| ------------------------------------ | --------------------- | ------------------ | ------------------ |
| 2017                                 | Londres (Reino Unido) | Medalla de oro     | 4 × 400 m          |
| 2017                                 | Londres (Reino Unido) | Medalla de bronce  | 200 m              |
| Campeonato Mundial en Pista Cubierta |                       |                    |                    |
| Año                                  | Lugar                 | Medalla            | Prueba             |
| 2012                                 | Estambul (Turquía)    | Medalla de bronce  | 4 × 400 m          |
| 2022                                 | Belgrado (Serbia)     | Medalla de oro     | 400 m              |